# Renata Santander Ramírez
Renata Valentina Santander Ramírez, politóloga magíster en gestión de gobierno, diplomada en materias de género y funcionaria pública chilena. Electa concejal para el periodo 2024 - 2028 en la comuna de La Florida. Anteriormente, en diciembre de 2020 fue adjudicataria del concurso de Alta Direccion Pública que le permitió ser nombrada por el presidente Sebastián Piñera como directora nacional del Instituto Nacional de la Juventud (Injuv), cargo que ejerció, bajo los gobiernos de Sebastián Piñera y Gabriel Boric.

## Estudios
Realizó sus estudios superiores ingresando en 2010 a la carrera de Ciencia Política de la Universidad Diego Portales, de la cual egresó en 2015. Luego, entre 2018 y 2019 cursó un Magíster en Gestión de Gobierno de la Universidad Autónoma de Chile. Asimismo, entre 2019 y 2020 efectuó un Diplomado en política y género en la Universidad Alberto Hurtado, y un diplomado en problemas contemporáneos y género en la Universidad de Chile, en 2021.

## Carrera profesional
Ha ejercido su actividad profesional en el sector público, desempeñándose durante 2015 y 2018, como coordinadora territorial para el sector de Cerro 18 en la Municipalidad de Lo Barnechea. Posteriormente, en el segundo gobierno de Sebastián Piñera entre marzo de 2018 y abril de 2019, ocupó el puesto de Directora del «Observatorio de Participación Ciudadana y No Discriminación», del Ministerio Secretaría General de Gobierno (Segegob). En el ejercicio de ese cargo desarrolló mesas de trabajo con organizaciones representantes de LGBT con el objetivo de una mejora en la ley n.º 20.609, que «establece medidas contra la discriminación». También, capacitó en conjunto con la unidad a más de cuatro mil funcionarios públicos en la aplicabilidad de dicha ley.
Militante de Renovación Nacional (RN), fue Presidenta de la Juventud de ese partido. A continuación, desde mayo de 2019 hasta agosto de 2020, fungió como encargada nacional de la Unidad de Fondos Concursables del Segegob. Al mes siguiente, asumió como Jefa de Gabinete de la dirección nacional del Instituto de Previsión Social (ISP).
Desempeñó esa función hasta noviembre de 2020, y el 14 de diciembre del mismo año fue nombrada por Piñera como Directora Nacional del Instituto Nacional de la Juventud (Injuv), luego de haberse realizado el respectivo concurso de Alta Dirección Pública (ADP). Tras la finalización del gobierno en marzo de 2022, continuó en el mando de la institución bajo la administración del presidente Gabriel Boric.
Fue electa en las elecciones municipales y regionales del 26 y el 27 de octubre de 2024 como concejal por la comuna de La Florida, para el pedido 2024 - 2028.